# Sam Altman
Samuel Harris (Sam) Altman (Chicago, 22 april 1985) is een Amerikaans ondernemer, investeerder en programmeur. Hij is de CEO van OpenAI, waarvan hij medeoprichter is. Daarnaast is hij ook CEO van AltC Acquisition Corp en was hij medeoprichter van Worldcoin in 2020. Voorheen was hij CEO van Loopt, president van Y Combinator en korte tijd CEO van Reddit. Hij heeft verder geïnvesteerd in kernenergie en in tal van technologiebedrijven.

## Levensloop

### Jeugd en opleiding
Altman groeide op in St. Louis, Missouri in een joods gezin; zijn moeder (Connie Gibstine) is dermatoloog. Hij kreeg zijn eerste computer op achtjarige leeftijd. Hij zat op de middelbare school, de John Burroughs School en hij studeerde informatica aan de Stanford University tot hij stopte in 2005.

### Carrière

#### Loopt
In 2005, op 19-jarige leeftijd, was Altman medeoprichter en werd hij CEO van Loopt, een locatiegebaseerde mobiele applicatie voor sociale netwerken. Na het ophalen van meer dan $ 30 miljoen aan durfkapitaal, stopte Loopt in 2012 omdat er geen vaart in kwam. Het werd overgenomen door de Green Dot Corporation voor $ 43,4 miljoen.

#### Y Combinator
Altman begon in 2011 als parttime partner bij Y Combinator. In februari 2014 werd Altman benoemd tot president van Y Combinator door medeoprichter Paul Graham. In een blogpost uit 2014 zei Altman dat de totale waardering van Y Combinator-bedrijven $ 65 miljard overschreden had, waaronder bekende bedrijven als Airbnb, Dropbox, Zenefits en Stripe. In september 2014 kondigde Altman aan dat hij president van YC Group zou worden, waar Y Combinator en andere eenheden onder vallen.
Altman zei dat hij hoopte Y Combinator uit te breiden zodat het 1.000 nieuwe bedrijven per jaar kan financieren. Hij probeerde ook het soort bedrijven dat door YC werd gefinancierd, uit te breiden, met name "harde technologie"-bedrijven.
In oktober 2015 kondigde Altman YC Continuïty aan, een aandelenfonds van $ 700 miljoen dat investeert in YC-bedrijven. Eveneens in oktober 2015 kondigde Altman Y Combinator Research aan, een onderzoekslaboratorium zonder winstoogmerk, en hij schonk $ 10 miljoen voor de groep. YC Research heeft tot nu toe onderzoek aangekondigd naar het basisinkomen, de toekomst van computers, onderwijs en het bouwen van nieuwe steden.
Altman werd in 2008 door het tijdschrift Businessweek uitgeroepen tot een van de "Best Young Entrepreneurs in Technology". Het tijdschrift Forbes rekende hem bij de beste investeerders onder de 30 in 2015 en hij werd gerekend tot een van de vijf meest interessante startup-oprichters tussen 1979 en 2009 door zijn collega Paul Graham. In 2017 ontving Altman een eredoctoraat in de ingenieurswetenschappen van de Universiteit van Waterloo voor het ondersteunen van bedrijven in het Velocity-ondernemerschapsprogramma. Datzelfde jaar erkende GLAAD Altman met de Ric Weiland Award voor het bevorderen van LGBTQ-gelijkheid en -acceptatie in de technische sector.
In maart 2019 kondigde YC de overgang van Altman naar een voorzitterspositie aan om zich meer op OpenAI te concentreren. Deze beslissing kwam kort nadat YC had aangekondigd dat het zijn hoofdkantoor naar San Francisco zou verhuizen. Vanaf begin 2020 was hij niet langer aangesloten bij YC.

#### Investeringen
Altman is een investeerder in veel bedrijven, waaronder Airbnb, Stripe, Reddit, Asana, Pinterest, Teespring, Zenefits, FarmLogs, True North, Shoptiques, Instacart, Optimizely, Verbling, Soylent, Reserve, Vicarious, Clever, Notable PDF (nu Kami), en Retro Biosciences.
Hij was in 2014 acht dagen CEO van Reddit nadat CEO Yishan Wong aftrad. Hij kondigde de terugkeer aan van Steve Huffman als CEO op 10 juli 2015.

#### Kernenergie
Hij is voorzitter van de raad van bestuur van Helion en Oklo, twee kernenergiebedrijven. Hij heeft gezegd dat kernenergie een van de belangrijkste gebieden van technologische ontwikkeling is.

#### OpenAI
Altman is de CEO van OpenAI, een onderzoeksbedrijf met een maximum winstoogmerk met als doel  kunstmatige intelligentie te bevorderen op een manier die de mensheid als geheel ten goede komt, in plaats van schade aan te richten. De organisatie werd aanvankelijk gefinancierd door Altman, Brockman, Elon Musk, Jessica Livingston, Peter Thiel, Microsoft, Amazon Web Services, Infosys en YC Research. In totaal had het bedrijf bij de lancering in 2015 $ 1 miljard opgehaald van externe financiers.
Op 17 november 2023 ontsloeg de raad van bestuur van OpenAI Altman als CEO, naar verluidt omdat ze niet akkoord gingen met zijn commerciële plannen voor het bedrijf, die volgens het bestuur de veiligheid rond gebruik van AI in gedrang zou kunnen brengen. Even leek het erop dat hij bij Microsoft aan de slag ging gaan om er een AI-onderzoeksteam te leiden, maar op 21 november keerde hij terug als CEO nadat een groot deel van de werknemers in een open brief hun beklag hadden gedaan over zijn ontslag en ermee gedreigd hadden op te stappen. Een voorwaarde voor zijn terugkeer was een volledige nieuwe raad van bestuur.

#### Worldcoin
Altman was medeoprichter van Worldcoin in 2020. Worldcoin streeft ernaar zijn nieuwe digitale geld gratis aan elke mens op aarde te geven door gebruik te maken van privacybeschermende irisherkenning om ervoor te zorgen dat zijn gebruikers hun gratis deel niet meer dan één keer claimen. Worldcoin onderbrak zijn werk in meerdere landen nadat lokale aannemers vertrokken of nadat regelgeving het zakendoen onmogelijk maakte.

### Privéleven
Altman is van kinds af aan vegetariër geweest.
Altman is homoseksueel en is al sinds zijn tienerjaren uit de kast. Hij had negen jaar lang een relatie met zijn medeoprichter van Loopt, Nick Sivo, voordat ze uit elkaar gingen, kort nadat het bedrijf was overgenomen. Sinds 2023 is zijn partner Oliver Mulherin, een Australische software-engineer. In 2024 huwden ze.

## Filantropie
Tijdens de COVID-19-pandemie hielp Altman bij de financiering en oprichting van Project Covalence, dat tot doel had onderzoekers te helpen snel klinische proeven te starten in samenwerking met TrialSpark, een startup voor klinische proeven. Na het bankfalen van Silicon Valley Bank in maart 2023 gaf Altman geld aan meerdere startups.

## Politiek
Volgens rapportage van Recode was er speculatie dat Altman zich kandidaat zou stellen bij de verkiezingen van 2018 voor gouverneur van Californië, maar dat gebeurde niet. In 2018 lanceerde Altman "The United Slate", een politieke beweging die zich richt op het herstellen van huisvestings- en gezondheidszorgbeleid.
In 2019 hield Altman een inzamelingsactie in zijn huis in San Francisco voor de democratische presidentskandidaat Andrew Yang. In mei 2020 schonk Altman $ 250.000 aan American Bridge 21st Century, een Super-PAC die de democratische presidentskandidaat Joe Biden steunt.
- Gemeinsame Normdatei: 1322382808
- Library of Congress Control Number: n2024028418
- Bibliotheek van het Japanse parlement: 033611304
- Nationale en Universitaire bibliotheek Zagreb: 000801164
- Système universitaire de documentation: 273798685
- Virtual International Authority File: 2492168453534366300001